# Eketla
Eketla (en llatí Echetla, en grec antic Ἐχέτλα) va ser una ciutat fortalesa de Sicília a la frontera del territori de Siracusa.
Segons Diodor de Sicília, l'any 309 aC, quan Agàtocles era absent de Sicília per haver anat a l'ÀfricaLa ciutat va ser ocupada per un cos de soldats al servei dels siracusans, des on van saquejar Leontins i Camarina, però Xenòdicos d'Agrigent els va derrotar, i va garantir la llibertat a la ciutat. A la Primera Guerra Púnica els romans la van assetjar. Polibi encara en parla, però la seva sort posterior no es coneix. No la mencionen ni Estrabó ni Claudi Ptolemeu.
És probablement l'actual Occhiala, ciutat que no es va despoblar mai fins al 1693 quan un terratrèmol va fer marxar als habitants que van fundar Grammichele.